# Erwin Vervecken
Erwin Vervecken (Herentals, província d'Anvers, 23 de març de 1972) va ser un ciclista belga que fou professional del 1995 al 2009. S'especialitzà en el ciclocròs on aconseguí vuit medalles, tres d'elles d'or, als Campionats del món.

## Palmarès en ciclocròs
- 1994-1995
  -  Campió de Bèlgica de ciclocròs
- 1995-1996
  -  Campió de Bèlgica de ciclocròs
- 2000-2001
  -  Campió del món de ciclocròs
  - 1r al Trofeu GvA
- 2001-2002
  - 1r al Trofeu GvA
- 2005-2006
  -  Campió del món de ciclocròs
- 2006-2007
  -  Campió del món de ciclocròs

## Palmarès en ciclisme de muntanya
- 1995
  -  Campió de Bèlgica en Camp a Través

## Palmarès en ruta
- 1997
  - 1r al Gran Premi François-Faber
- 2002
  - Vencedor d'una etapa al Tríptic de les Ardenes